# Aclista bispinosa
Aclista bispinosa är en stekelart som beskrevs av Wall 1967. Aclista bispinosa ingår i släktet Aclista, och familjen hyllhornsteklar. Arten är reproducerande i Sverige.